# Innocenti evasioni 2
Innocenti evasioni 2 è un album raccolta pubblicato nel 1994, seconda compilation di brani di Lucio Battisti riletti da altri artisti.

## Tracce
1. Pitura Freska	 - 7 e 40
2. Tazenda	 - La compagnia
3. Cristiano De André	 - Il mio canto libero
4. Mario Lavezzi & Baraonna	 - Neanche un minuto di non amore
5. Angela Baraldi	 - Confusione
6. Gatto Panceri	 - Amarsi un po'
7. Giorgia	 - Nessun dolore
8. Samuele Bersani	 - Il leone e la gallina
9. Mietta	 - Un'avventura
10. Loredana Bertè	 - Prendi fra le mani la testa
11. Graziano Romani	 - L'aquila
12. Rossana Casale	 - Aver paura d'innamorarsi troppo